# Angelika Fußenegger
Angelika Fußenegger (* 22. März 1955 in Dornbirn; geborene Spiegel) ist eine selbständige Unternehmensberaterin und ehemalige Politikerin (SPÖ). Fußenegger war von 1995 bis 1999 Abgeordnete zum Vorarlberger Landtag und führte dort den Landtagsclub der SPÖ Vorarlberg an.

## Leben und Wirken
Angelika Fußenegger wurde am 22. März 1955 in der Stadt Dornbirn im österreichischen Bundesland Vorarlberg geboren. Nach dem Besuch von Volks- und Hauptschule in ihrer Heimatstadt ging sie ein Jahr lang an die Höhere Lehranstalt für Haus- und Landwirtschaft in Kematen in Tirol. Von 1970 bis 1975 absolvierte sie anschließend daran die Bundeshandelsakademie in Bregenz, wo sie im Jahr 1975 die Matura ablegte. In den Jahren 1975 bis 1977 arbeitete sie zunächst als Bilanzbuchhalterin in Baden bei Wien, von 1977 bis 1980 übte sie denselben Beruf in Dornbirn aus. 1978 heiratete sie Bruno Fußenegger, mit dem sie 1980 einen gemeinsamen Sohn bekam. Nach ihrer Karenzzeit von 1980 bis 1982 wurde Angelika Fußenegger Regionalstellenleiterin des Österreichischen Informationsdienstes für Entwicklungspolitik.
Im Jahr 1985 trat Angelika Fußenegger der Sozialdemokratischen Partei (SPÖ) bei und wurde bei der Gemeindevertretungswahl im Jahr darauf zum Mitglied der Dornbirner Stadtvertretung gewählt. Am 1. Februar 1995 wurde sie zudem anstelle des aus dem Landtag ausscheidenden bisherigen SPÖ-Clubvorsitzenden Karl Falschlunger als Abgeordnete zum Vorarlberger Landtag vereidigt. Gleichzeitig wurde sie auch Vorsitzende des SPÖ-Landtagsclubs und dessen Bereichssprecherin für Frauen, Familie, Soziales und Senioren. 
Nach ihrem Ausscheiden aus dem Vorarlberger Landtag nach der Landtagswahl in Vorarlberg 1999, wobei ihre Nachfolgerin als Clubvorsitzende Elke Sader wurde, betätigte sich Angelika Fußenegger beruflich als selbständige Coach Trainerin, Unternehmens- sowie Lebens- und Sozialberaterin. Im Jahr 2004 erfolgte ihr Umzug in die Bundeshauptstadt Wien, wo sie heute ein selbständiges Unternehmensberatungunternehmen führt. 2008 heiratete sie zum zweiten Mal. 